# ستيف إيفانز (صحفي)
ستيف إيفانز (بالإنجليزية: Steve Evans)‏ هو صحفي أمريكي، ولد في 1 أبريل 1963.

## وصلات خارجية
- الموقع الرسمي